# 豊野駅 (大阪府)
豊野駅（とよのえき）は、かつて大阪府寝屋川市平池（現在の八坂町）にあった京阪電気鉄道京阪本線の駅（廃駅）である。

## 概要
大阪府北河内郡豊野村大字秦（現在の寝屋川市豊野町）において1922年（大正11年）1月に京阪グラウンドの建設に着手した京阪電気鉄道は、同年3月にその最寄駅となる運動場前駅（うんどうじょうまええき）を北河内郡友呂岐村大字平池（現在の寝屋川市八坂町）に設置した。同年4月に京阪グラウンドが開場し、当初臨時駅だった運動場前駅は同年11月に常設駅となった。
京阪グラウンドは稼働率の低下により1942年（昭和17年）に閉鎖され、跡地が豊野住宅として再開発されたことから、1943年（昭和18年）に豊野駅と改称された。
1963年（昭和38年）に約200メートル豊野駅寄りへ移転した寝屋川市駅と統合する形で豊野駅は廃止され、同時に豊野駅が有していた待避線は寝屋川市駅ではなく香里園駅に新設された。寝屋川市駅の東口は当時民家が立ち並んでおり、寝屋川に近接する西口に駅前広場を設ける必要もあって待避線を設ける余地がなかった。

## 歴史
- 1922年（大正11年）
  - 3月23日：寝屋川駅（現在の寝屋川市駅） - 香里駅（現在の香里園駅）間に運動場前駅として設置[1]。当初は臨時駅。
  - 11月12日：常設駅となる[1]。
- 1943年（昭和18年）
  - 1月20日：豊野駅と改称[1]。
  - 10月1日：京阪電気鉄道が阪神急行電鉄と合併して京阪神急行電鉄となり、同社線の駅となる。
- 1945年（昭和20年）9月15日：輸送復旧のため駅の使用を中止[1]。
- 1947年（昭和22年）2月5日：臨時に旅客の取り扱いを開始。
- 1948年（昭和23年）5月15日：駅改築[1]。
- 1949年（昭和24年）12月1日：会社分離により、再び京阪電気鉄道の駅となる。
- 1963年（昭和38年）
  - 5月2日：1番線使用停止[1]。
  - 5月15日：寝屋川市駅と統合する形で廃駅となる。

## 駅構造
島式ホーム2面4線を有した駅であり、当駅で淀屋橋方面に折り返す列車も設定されていた。駅の規模は寝屋川市駅より大きく、利用者も同駅より多かったという。

## 駅周辺
- 寝屋川市役所
- 大阪府立寝屋川高等学校
- 大阪公立大学工業高等専門学校
- 大阪府警察寝屋川待機宿舎
- 寝屋川豊野郵便局
- 星光病院[3]
- 平池家住宅 - 主屋は国の登録有形文化財[4]。
- 大阪府道18号枚方交野寝屋川線
- 京阪バス「寝屋川市役所前」停留所・「八坂神社前」停留所
- 寝屋川

## 隣の駅
廃止当時の状態を記す。
京阪電気鉄道
京阪本線
寝屋川市駅 - 豊野駅 - 香里園駅